# غسان كلاس
غسان كلَّاس (ولد 1370 هـ / 1951 م) باحث وأديب وإعلامي سوري، ومؤرِّخ ثقافي وأدبي. له مؤلفات في الشأن الثقافي الدمشقي والسوري، منها ما حاز جوائزَ مثل: جائزة خير الدين الأسدي، وجائزة الفن والإبداع في إيران. وأعدَّ وقدَّم كثيرًا من البرامج الثقافية التلفازية والأفلام الوثائقية. وهو عضو في اتحاد الكتَّاب العرب، وتولَّى رئاسة تحرير مجلة "فنون" التي تُصدرها الهيئة العامَّة للإذاعة والتلفزيون في سورية. ويتقن اللغة الإنكليزية ومُلمٌّ باللغة الفارسية.

## ولادته وتحصيله
وُلد غسان بن قاسم بن محمد الكلَّاس في حيِّ الصالحية بدمشق، يوم الثلاثاء 22 من رمضان 1370هـ الموافق 26 من يونيو (حَزِيران) 1951م.
حصل على إجازة في اللغة العربية وآدابها من قسم اللغة العربية بكلِّية الآداب في جامعة دمشق، عام 1978، ومن زملاء دفعته فيها: محمد حسان الطيان، ويحيى مير علم، وعدنان عبد ربه، ومحمد أديب الجادر، وعلي أبو زيد، ومها قنُّوت. ثم حصل على شهادة دبلوم في العلوم الإدارية من الجامعة نفسها عام 1990، وعلى دبلوم في العَلاقات العامَّة من مركز تطوير الإدارة الإنتاجية عام 1991.
بعد تقاعده الوظيفي تابع دراسته العليا؛ فنال شهادة (ماجستير) في التراث الشعبي من قسم علم الاجتماع بكلِّية الآداب في جامعة دمشق، بدرجة امتياز، عام 2016، وموضوع رسالته "معالم تراثية في أدب نزار قباني" بإشراف د. راتب سكَّر، ود. بلال عرابي. ثم في عام 2021 نال شهادة (دكتوراه فخرية) مع مرتبة الشرف من جامعة الحياة الجديدة التابعة للبرلمان الدَّولي لعلماء التنمية البشرية؛ لجهوده المتميزة في أعماله التوثيقية لتمكين الثقافة العربية لغة وتراثًا.
ثم التحقَ بمشروع (دكتوراه) بحثي بمِنحة من جامعة منيسوتا الأمريكية، في قسم اللغة العربية وآدابها فيها، بعنوان: "سوريون أدباء في أمريكا اللاتينية: ثنائية الدبلوماسية والأدب"، ليُبرزَ سِيَر بعض الأدباء الذين انخرطوا في السلك الدبلوماسي في البرازيل، مثل: عمر أبو ريشة، وشاكر مصطفى، وسامي الدروبي، وجمال الفرَّا، ويدرسَ نتاجهم الأدبي.

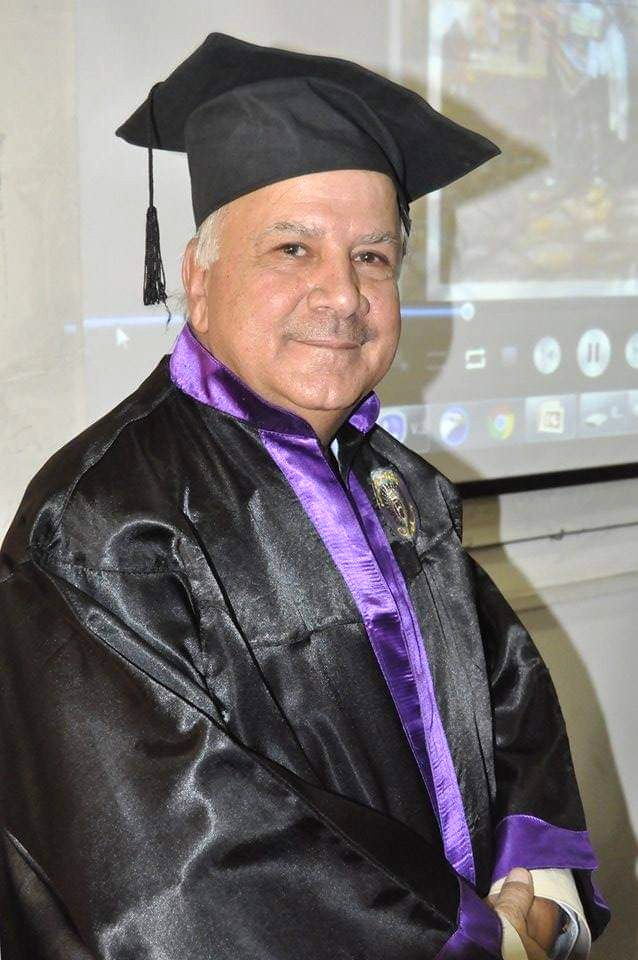
يوم حصوله على الماجستير
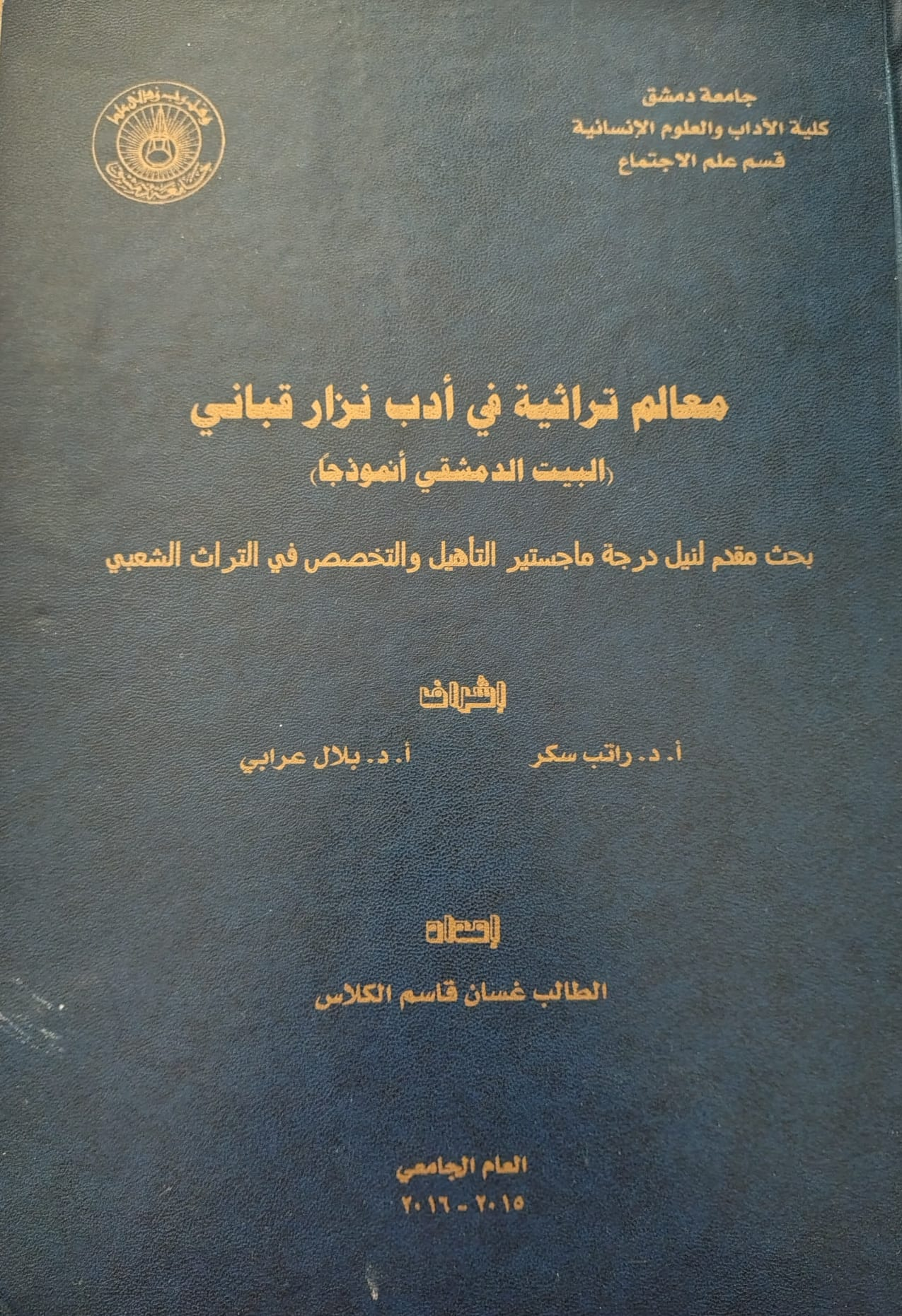
غلاف رسالته للماجستير

## أساتذته بكلية الآداب
- أحمد راتب النفاخ
- شكري فيصل
- شاكر الفحام
- عبد الحفيظ السطلي
- عاصم بهجة البَيطار
- إحسان النص
- عدنان زرزور
- ليلى الصباغ
- ربحي كمال
- عبد الهادي هاشم
- محمود الربداوي
- عبد الكريم الأشتر
- عزيزة مريدن
- أحمد سليمان الأحمد
- حسام الخطيب
- منى إلياس

## وظائفه وأعماله
بدأ عملَه الوظيفي في مَيدانَي التعليم والإدارة، فعمل مدرِّسًا لصفوف محو الأمِّية وتعليم الكبار من عام 1974 إلى 1978، ثم مدرِّسًا لمادَّة اللغة العربية وأصول كتابة التقارير الإدارية والفنية في المعاهد المتوسِّطة من عام 1978 إلى 1980.
وفي الوقت نفسه عمل موظَّفًا في وِزارة الكهرَباء، مديرية الشؤون القانونية، من 1974 إلى 1980. ثم عُيِّن مستشارًا للمدير العامِّ للشركة العامَّة لأعمال الكهرَباء والاتصالات للشؤون الإدارية والإعلامية، من 1982 إلى 2003.
تولَّى رئاسة تحرير مجلة "فنون" التي تُصدرها الهيئة العامَّة للإذاعة والتلفزيون في سورية، من عام 2003 إلى 2004. ثم انتقل إلى وِزارة الثقافة، فشغل منصبَ مدير الثقافة في دمشق من عام 2005 إلى 2008. ثم انتُدب للعمل في إيران مديرًا للمركز الثقافي العربي السوري في طِهْران، من عام 2009 إلى 2012، ومن نشاطه هناك إقامةُ دورات لتعليم اللغة العربية للناطقين بغيرها، وكان كلَّف طلَّابًا سوريين يدرُسون في جامعات ايران للتدريس فيها مقابلَ تعويضات مناسبة.
وبعد عودته إلى دمشق عمل مديرًا لمنشورات الطفل، ومستشارًا وخبيرًا في الشؤون الثقافية والإعلامية، ورأسَ تحرير مجلة "زهرة السوسن".

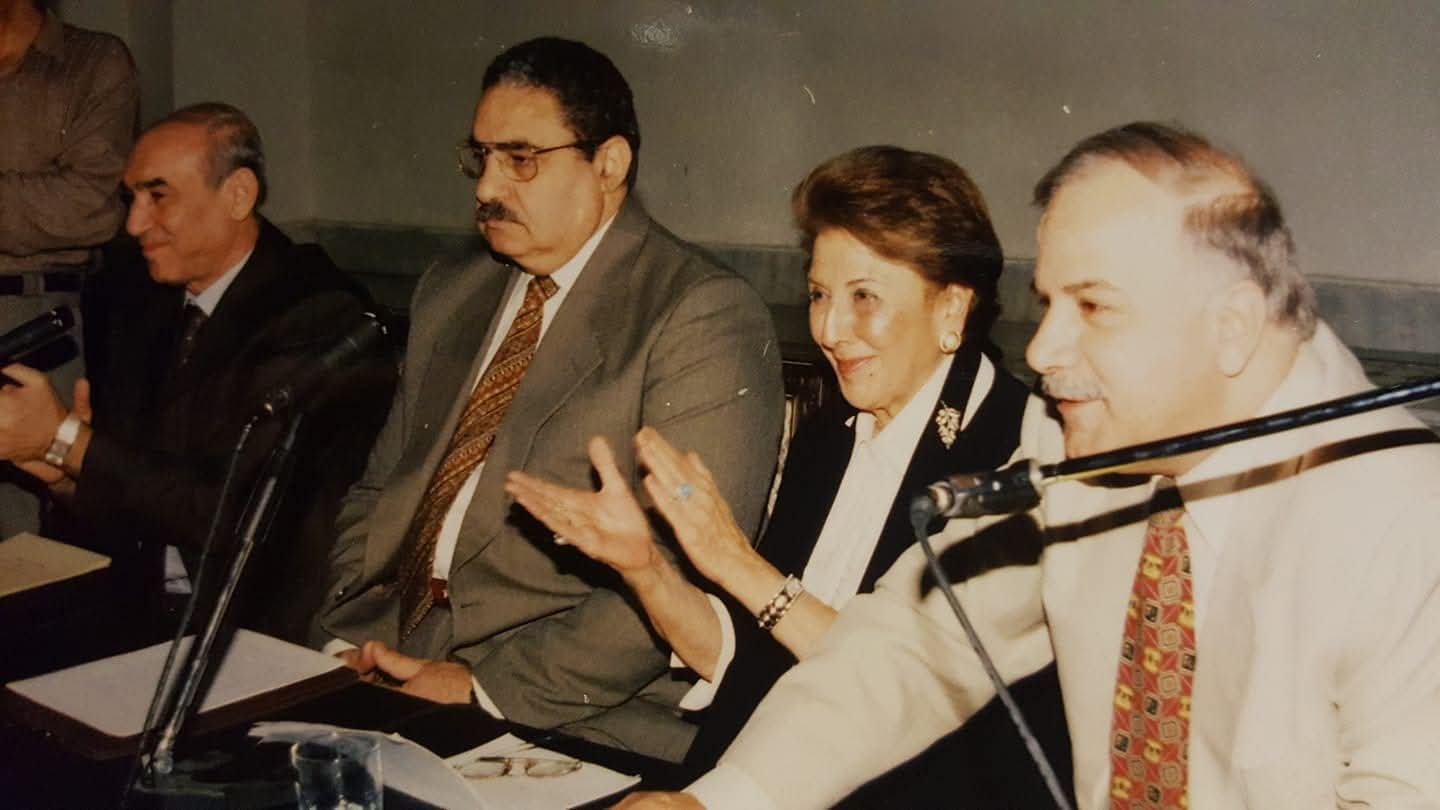
ندوة في مكتب عنبر بدمشق، بمناسبة مهرجان دمشق للثقافة والتراث 2003، بعنوان دمشق وأعلامها، المشاركون فيها من اليمين: غسان كلَّاس، وسَلمى الحفَّار الكُزبَري، وعز الدين البدَوي النجَّار، وعصام الحلبي

## عضوياته ونشاطاته
- عضو اتحاد الكتَّاب العرب، ومقرِّر جمعية البحوث والدراسات فيه.
- عضو جمعية أصدقاء دمشق، وعضو مجلس إدارتها دورتين.
- عضو مؤتمر اتحاد نقابات عمَّال الكهرَباء والصناعات المعدنية (1988- 1992).
- عضو مجلس محافظة دمشق في اللجنة الثقافية ولجنة العَلاقات العامَّة، دورتين متتاليتين (1997 و2006).
- عضو الجمعية الجغرافية السورية.
- عضو جمعية العاديات، وجمعية المكتبات والوثائق.
- عضو هيئة تحرير مجلة الفكر السياسي، وصحيفة الأسبوع الأدبي.

- شارك في لجان تحكيم ثقافية وفنية، منها: جائزة فخري البارودي للمؤرِّخين الشباب، وجائزة الأغنية الشبابية.
- شارك في ندَوات ومحاضرات في الشأن الثقافي والتراثي والأدبي.[2]

تناولت الصُّحُف ووسائل الإعلام أعماله، مثل سانا، و الوطن، وأخبار سورية، وأُجريت معه لقاءات في صُحُف ومجلَّات عربية.

## كتبه وآثاره

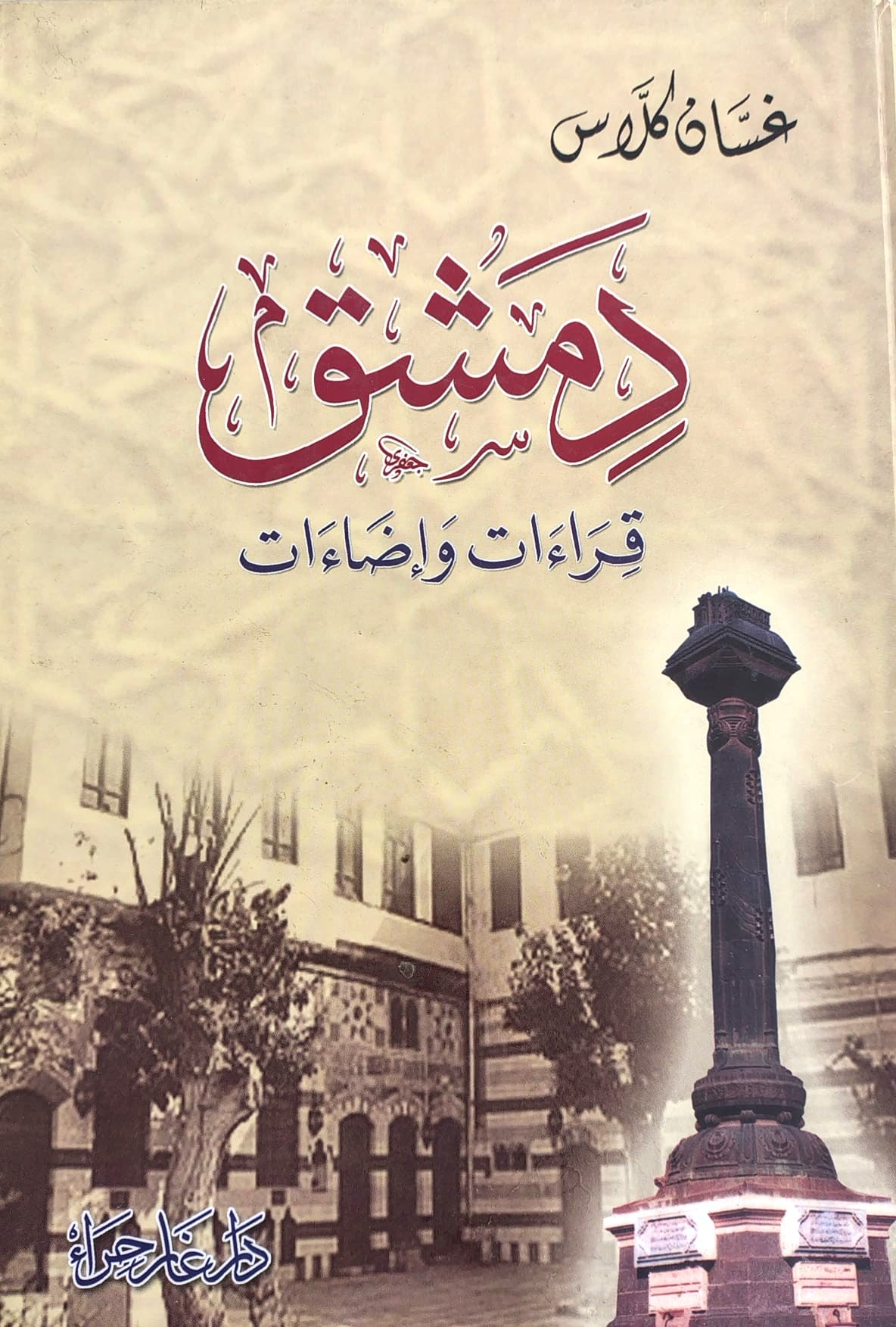

1. دوما عروس الغوطة الشرقية، بمشاركة ياسر إسماعيل، صدر عن بلدية دوما في عهد رئيسها عمر الدرَّة، 1994.
2. يوسف العَظْمة صفَحات من أدب مَيْسَلُون، ط1، دار حازم، 2001. ط2، دار البشائر دمشق، 2007. قدَّم له د. إحسان هندي.
3. دمشق قراءات وإضاءات، دار غار حِراء دمشق، 2008. قدَّم له د. عفيف بهنسي.
4. هوامش على مفكِّرة عاشق دمشقي، دار الرائي دمشق، 2010. قدَّم له الشاعر شوقي بغدادي.
5. مختارات من شعر الجلاء، كتاب شهري يصدر بالتعاون بين الهيئة العامَّة السورية للكتاب ودار البعث بدمشق، 2014.
6. كمال فوزي الشرابي شاعرًا مترجمًا باحثًا، الهيئة العامَّة السورية للكتاب، 2015. قدَّم له د. محمود الربداوي.
7. خيال الظل: مسرح كركوز وعيواظ، كتاب مقرَّر في دورات تأهيل المخايلين، الأمانة السورية للتنمية، وِزارة الثقافة السورية، 2018.[3]
8. نزار قباني: ومَضات دمشقية، دار الحافظ بانوراما للطباعة والنشر دمشق، 2019. (وهو طبعة أُخرى لكتاب هوامش على مفكرة عاشق دمشقي).
9. شعر مَيْسَلُون: مختارات، كتاب الجيب (145) هدية مجلة الموقف الأدبي العدد (579)، اتحاد الكتَّاب العرب، يوليو 2019. قدَّم له صبحي سعيد قضيماتي.
10. البيت الدمشقي مِظَلَّة الفَيء والرطوبة: قراءة في أدب نزار قباني، دار المقتبس بيروت، 2021.[4] (وأصله رسالته للماجستير).
11. في رحاب التاريخ والفنِّ والأدب: تراجم دمشقية، دار المقتبس دمشق، 2021.[5]
12. عبد الغني العِطري أديب الصَّحَفيين وصَحَفي الأدباء، دار المقتبس دمشق، 2021.[6]
13. مَيْسَلُون ويوسف العَظْمة: قراءة ببلوغرافية في مِئويتهما (1920- 2020)، دار المقتبس دمشق، 2021.[7]
14. شفيق جبري رجل الصناعتين، بالمشاركة (كتاب جماعي ضمَّ مقالات عدد من الكتَّاب والصَّحَفيين)، دار قتيبة دمشق.

#### تحت الطبع
1. المراكز والمُنتديات الثقافية ودورها في التنمية.
2. وظائف ومواقف وذكريات.
3. مبدعون عرَفتهم.

لقيَتْ أعماله اهتمامًا نقديًّا وإعلاميًّا في مواقعَ ثقافية وصَحَفية سورية وعربية، على سبيل المثال:
- تناول موقع "ليلَك برس" مسيرته الأكاديمية والمِهَنية، ومؤلفاته التي نالت جوائز.[8]
- أشاد موقع "سوريا هوم نيوز" بكتابه "البيت الدمشقي"، موضحًا عُمق ارتباطه بالتراث الدمشقي.[9]
- قدَّم موقع "Discover Syria" مراجعة نقدية لكتابه "دمشق: قراءات وإضاءات"، معتبرًا إيَّاه مرجعًا أدبيًّا يوثِّق التراث الدمشقي.[10]

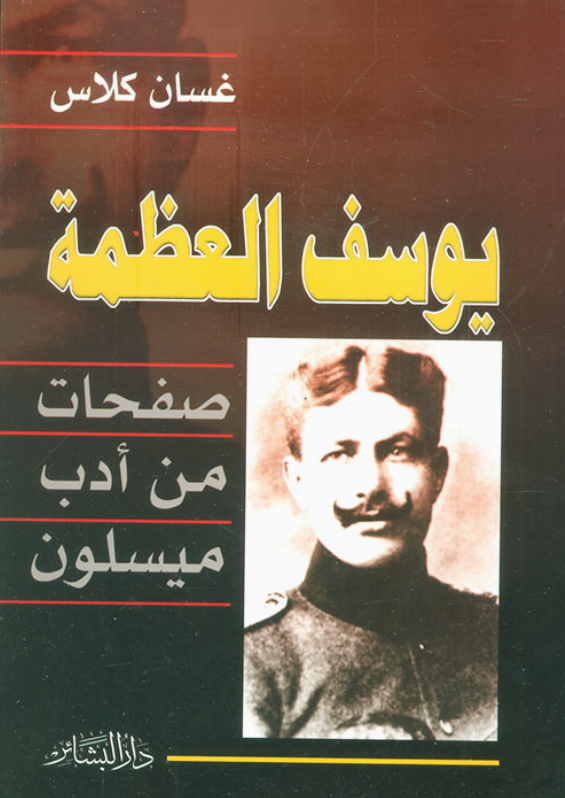
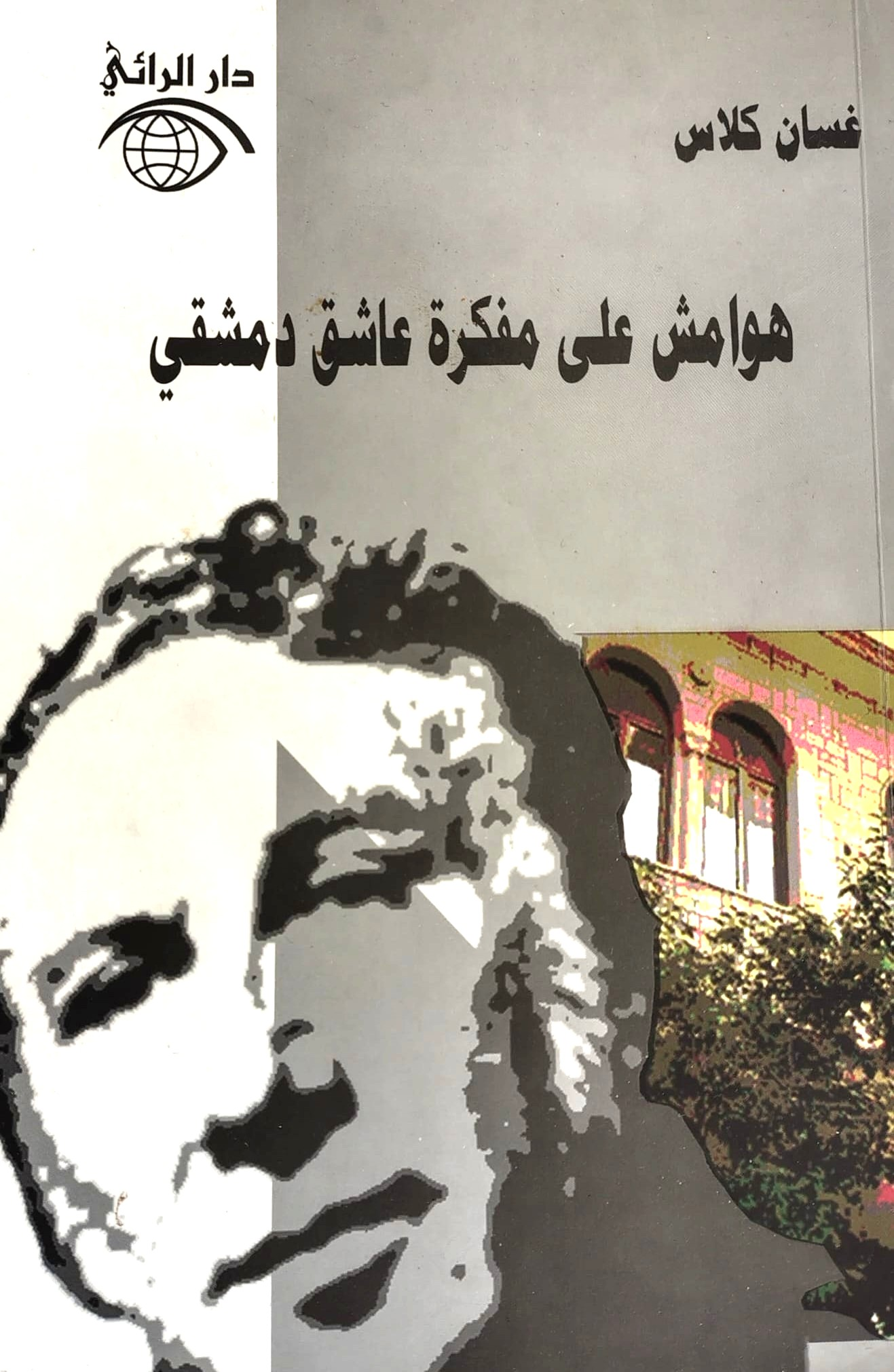
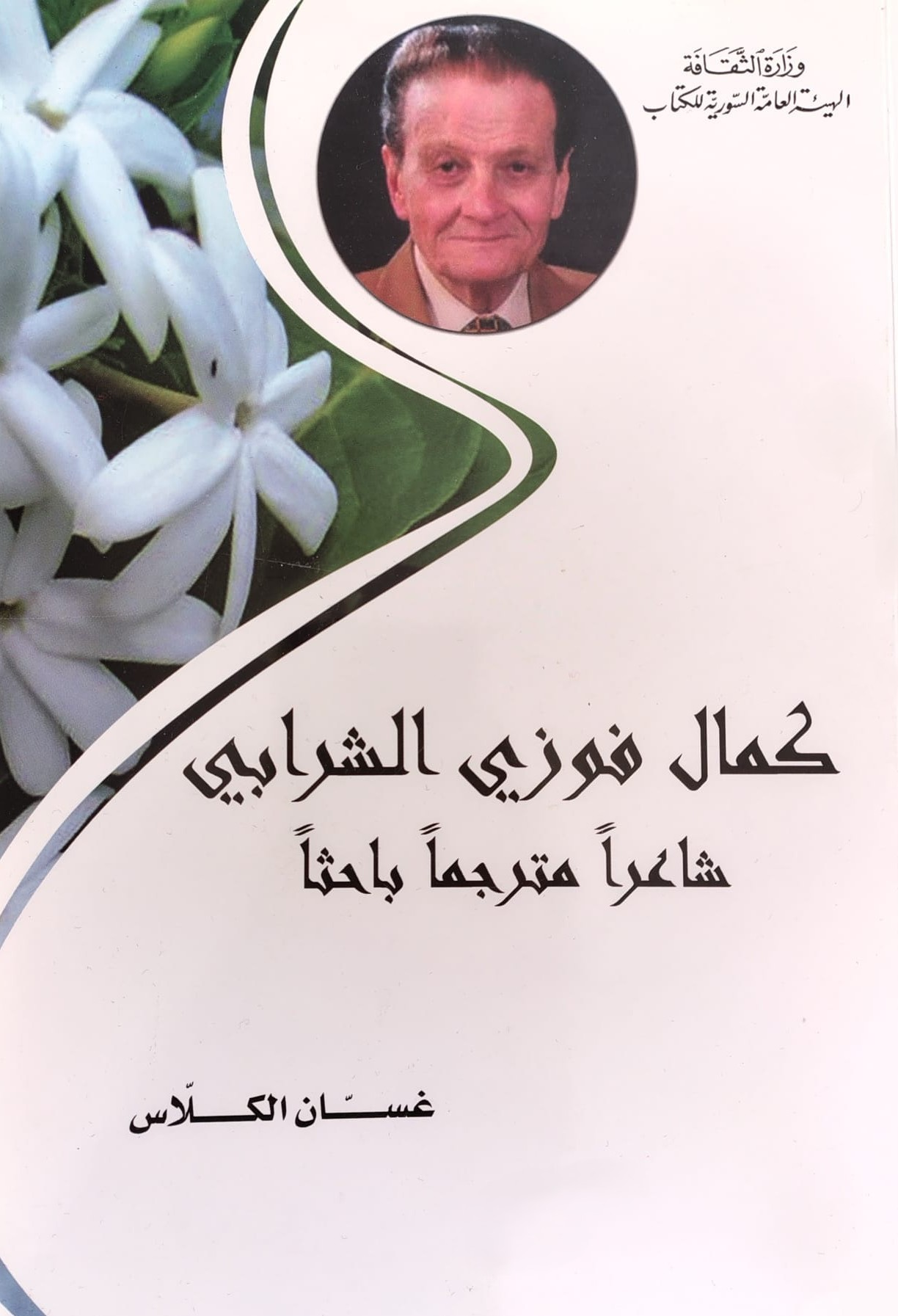
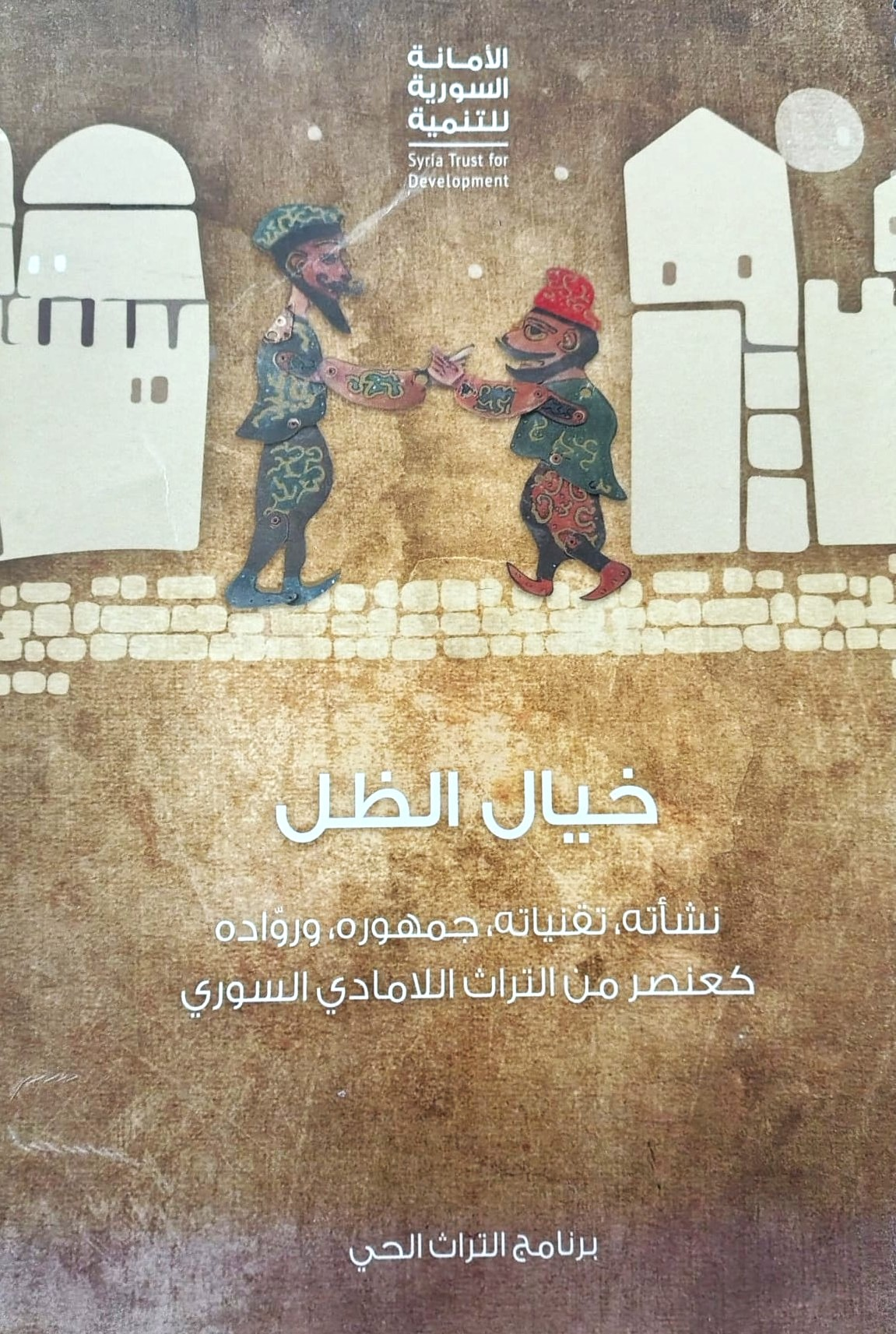
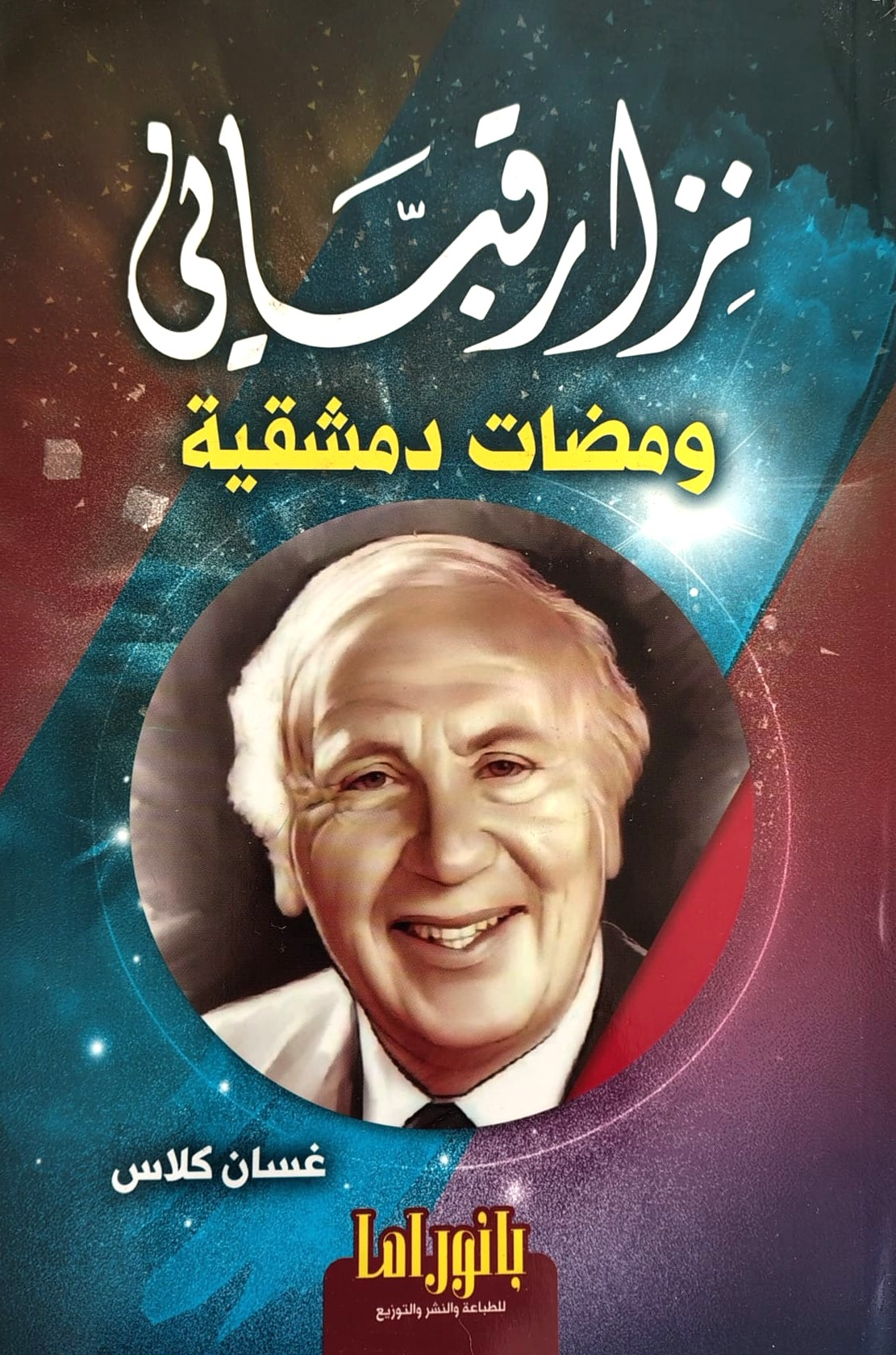
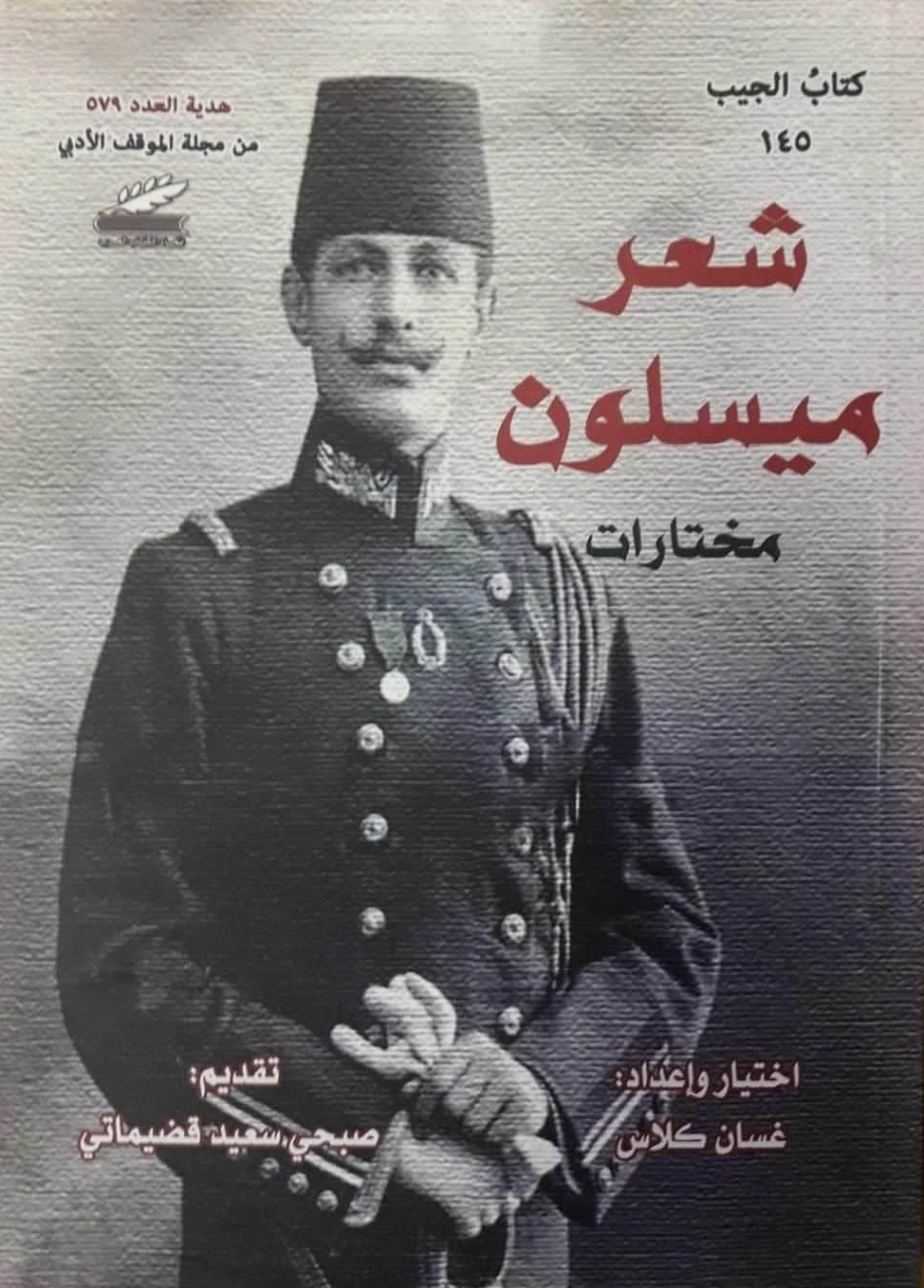

## بحوثه ومقالاته
نشر غسان كلَّاس مئات البحوث والدراسات والمقالات في الصِّحافة العربية والدَّولية، منذ عام 1974، ومن مقالاته:
- في ذكرى رحيله الشاعر القروي والقومية 1887- 1984، مجلة الثقافة لمدحة عكَّاش، العدد 5، مايو 2003.[11]
- المدرسة العمرية في الصالحية الجامعة منذ أكثر من 800 عام، مجلة التراث العربي، العدد 109، يناير 2008.[12]
- شفيق جبري بأقلام من عرَفوه: حديث الذكريات، مجلة الموقف الأدبي، العدد 508، أغسطس 2013.[13]
- نزار قباني في رسائله الشعرية، مجلة الموقف الأدبي، العدد 518، يونيو 2014.[14]
- قتيبة الشهابي (1934- 2008) رائد التوثيق في القرن العشرين، مجلة دوائر الإبداع، جامعة دمشق، العدد 8، ديسمبر 2016.
- سلمى الحفَّار الكُزبَري ملامح من سيرتها ومسيرتها، مجلة المعرفة، وِزارة الثقافة، العدد 665، فبراير 2019.[15]
- (كفاف) يوسف الصيداوي يعيد صوغَ قواعد اللغة العربية، مجلة الموقف الأدبي، العدد 583، نوفمبر 2019.[16]
- ليلى الصباغ (1924- 2013)، مجلة الموقف الأدبي، العدد 574، فبراير 2019.[17]
- فلسطين في شعر نزار قباني، مجلة المعرفة، وِزارة الثقافة، العدد 678، مارس 2020.
- عبد الغني العطري وحكاية مجلتيه الصباح والدنيا، مجلة المعرفة، وِزارة الثقافة، العدد 682، يوليو 2020.[18]
- عفيف البهنسي: تأريخ وتوثيق وإبداع، مجلة دوائر الإبداع، جامعة دمشق، العدد 23، سبتمبر 2020.[19]
- عادل أبو شنب حكواتي الفن، مجلة الموقف الأدبي، العدد 595، نوفمبر 2020.[20]
- محمد مروان مراد بين الصِّحافة والأدب والتعليم، مجلة الأدب العلمي، جامعة دمشق، العدد 92، أبريل 2021.[21]
- قاسم طوير المستكشف، مجلة الخيال العلمي، وِزارة الثقافة، العدد 80، عام 2021.
- موفق دعبول (1936- 2021) عاشق القطبين، مجلة الأدب العلمي، جامعة دمشق، العدد 101، يناير 2022.[22]
- عبد الغني العطري في عبقرياته، مجلة الأدب العلمي، جامعة دمشق، العدد 111، نوفمبر 2022.

## برامجه الثقافية
قدَّم الكثير من البرامج الإذاعية والتلفازية ما بين إعداد وتقديم وحوار، منها:

#### الإذاعية
- رحلة في مكتبة.

#### التلفازية
- مرايا المجتمع.
- قراءات دمشقية (بمناسبة دمشق عاصمة الثقافة العربية 2008).
- سِيَرهم بأقلامهم (زاد على مئة حَلْقة).
- عَلَم ومَعْلَم.
- بصَمات إبداعية.
- يحدِّثونك من القلب (زاد على مئة حَلْقة).
- مَجمَع ومَجمَعيون (برنامج حواري).
- الموسوعة العربية (برنامج حواري).

### أفلام وثائقية
- ميسلون العين والمَخرَز.
- الجلاء يومٌ هو الدنيا.
- اعترافات شامي عتيق: تيسير السعدي، أربعة أجزاء.[23]
- فهد كعيكاتي.
- الهيئة العامَّة السورية للكتاب واقع وآفاق.[24]

## جوائزه وتكريمه

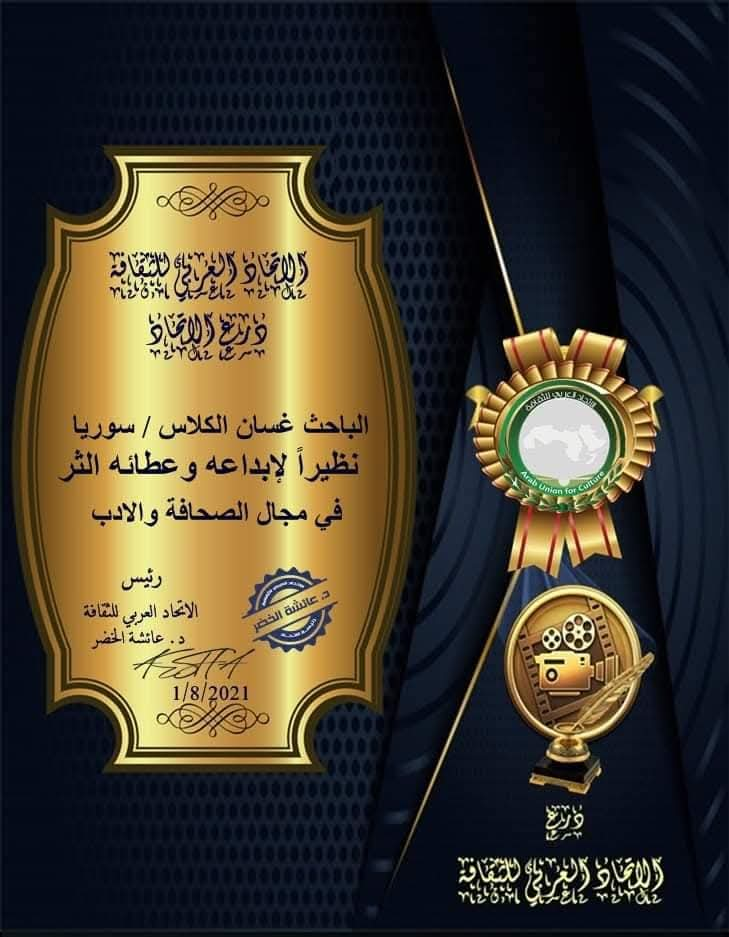
درع الاتحاد العربي للثقافة تكريمًا له

- نال تقديرَ وِزارة الدفاع السورية، عن كتابه "يوسف العظمة: صفَحات من أدب ميسلون"، 2004.
- نال تقديرَ مركز الفن والإبداع في إيران، عن كتابه "نزار قباني: ومَضات دمشقية"، 2010.
- فاز بجائزة خير الدين الأسدي في توثيق تراث العِمارة الدمشقية، عن كتابه "البيت الدمشقي مِظَلَّة الفَيء والرطوبة: قراءة في أدب نزار قباني"، 2021.
- نال درعَ الاتحاد العربي للثقافة، تكريمًا له على إبداعه وعطائه الثَّر في مجال الصِّحافة والأدب، أغسطس 2021.

## آراء النقاد
- صرَّح الإعلامي محمد الخضر في وكالة الأنباء السورية (سانا): «تميَّز الباحث غسان كلاس ببحثه المنهجي، واهتمامه بالوثيقة والمرتكزات ليقدم نتاجًا بحثيًّا قابلًا لدخول التاريخ، إضافة إلى انتقائه المواضيع الأدبية التراثية التي تعكس وِجدان الشعب السوري وتطلُّعاته».[25]

- قال الشاعر شوقي بغدادي في تقديمه لكتاب "هوامش على مفكرة عاشق دمشقي": «صفحةً بعد أُخرى يتكشَّف الكتاب عن طابعه المرجعي الوثائقي الذي يُغنينا عن مراجعة عشرات الكتب التي تحدثت عن نزار، إضافة إلى توجيه انتباهنا إلى أهمية موضوع جماليات المكان، أو بيت الطفولة تحديدًا».
- كتب الأديب عادل أبو شنب عنه: «له صَوْلات وجَوْلات في ميادين الثقافة والأدب والوطنية، ابن حيِّ المدارس في صالحية دمشق، على سُفوح جبل قاسِيُون. كتب عن يوسف العظمة حتى صار كتابه مرجعًا للباحثين».[26]
- دوَّن د. إسماعيل مَرْوَة في صحيفة الوطن: «عُرف غسان كلاس مهمومًا بالثقافة، وتقلَّد مواقع ثقافية عديدة حتى تقاعده، وفي مراحله الثقافية قدَّم عددًا من الكتب والدراسات.. وأعماله في مُجملها تصدُر عن حريص يخاف على ضياع أمرٍ ما، أو يخشى من فراغ فيعمِدُ إلى سدِّ الفراغ بكتاب أو دراسة».

## أسرته
هو الولد الرابع بين إخوته (ابنين وست بنات)، والدته حفيظة النحَّاس ووالده قاسم محمد الكلَّاس؛ كان مِعماريًّا في (مجموعة الكلَّاس أبناء عم للعِمارة) التي أسهمت في أربعينيَّات وخمسينيَّات القرن العشرين بإشادة العديد من الأبنية، وترميم بعض المنشآت الأثرية والتاريخية.
تزوَّج غسان كلاس عام 1980 السيدة لِيما بنت زهير الشريف (الحسني)، المتخصِّصة في الجغرافيا والحاصلة على دبلوم في التخطيط. ولهما:
- حازم، مهندس حاسوب وإعلامي.
- نجوى، متخصِّصة في علم النفس.
- لمى، متخصِّصة في المكتبات والمعلومات.

## معرِض الصور

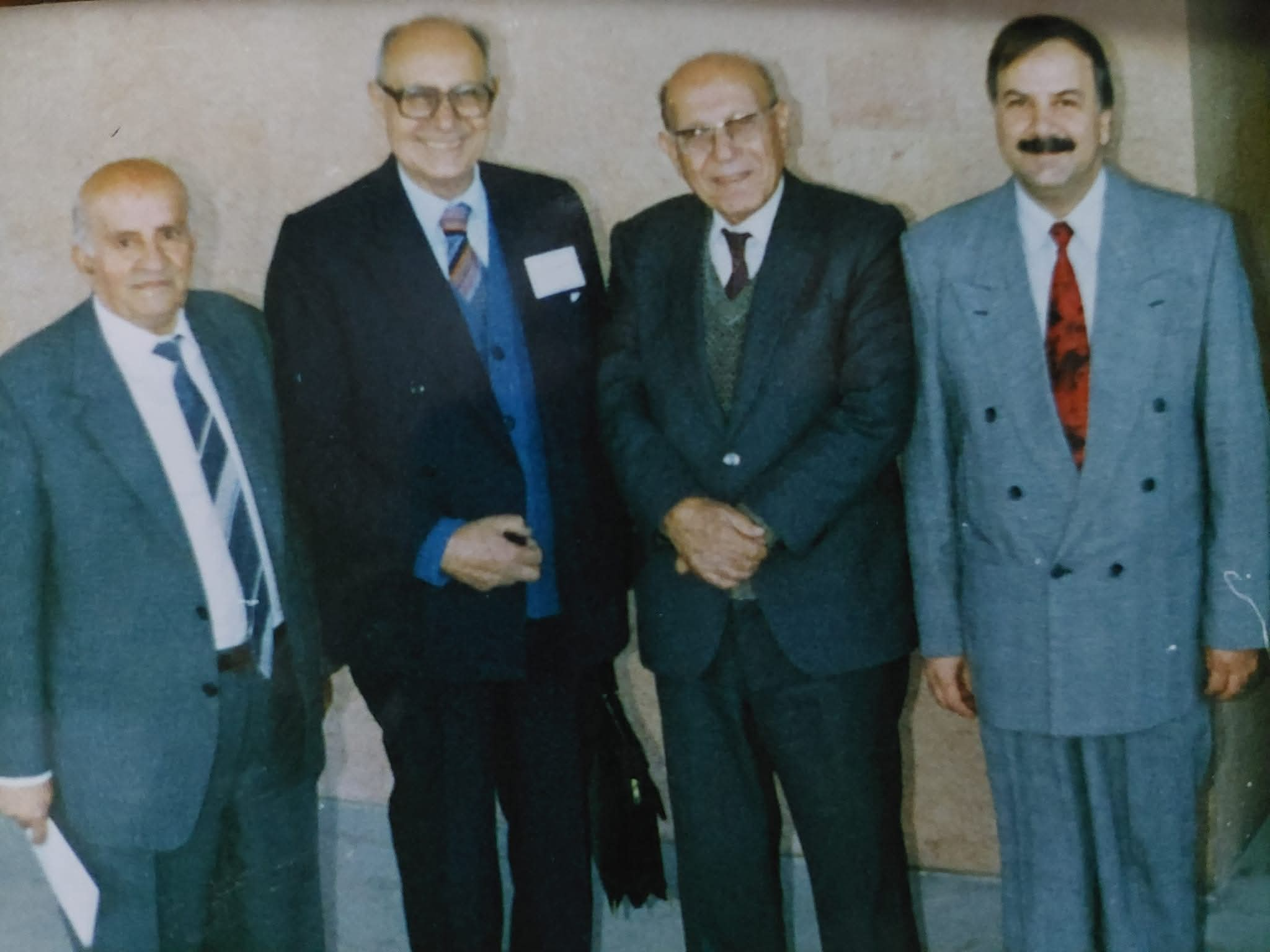
مع عبد الغني العِطري ووديع فلسطين ويوسف عبد الأحد، في مؤتمر مَجمَع اللغة العربية بدمشق، بالمكتبة الوطنية، عام 2001.
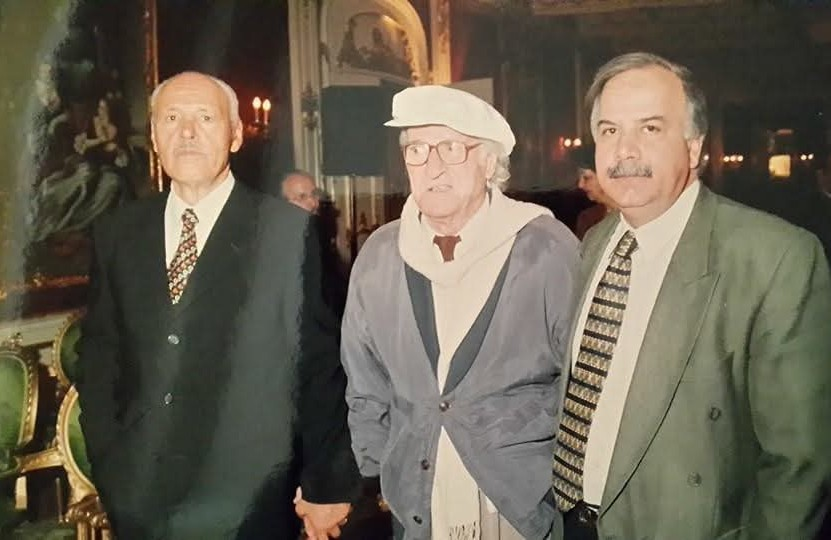
مع سليمان العيسى وصابر فلحوط، بمطعم النبلاء بدمشق، عند توزيع جوائز سعاد الصباح بإشراف ياسر المالح، عام 2008.
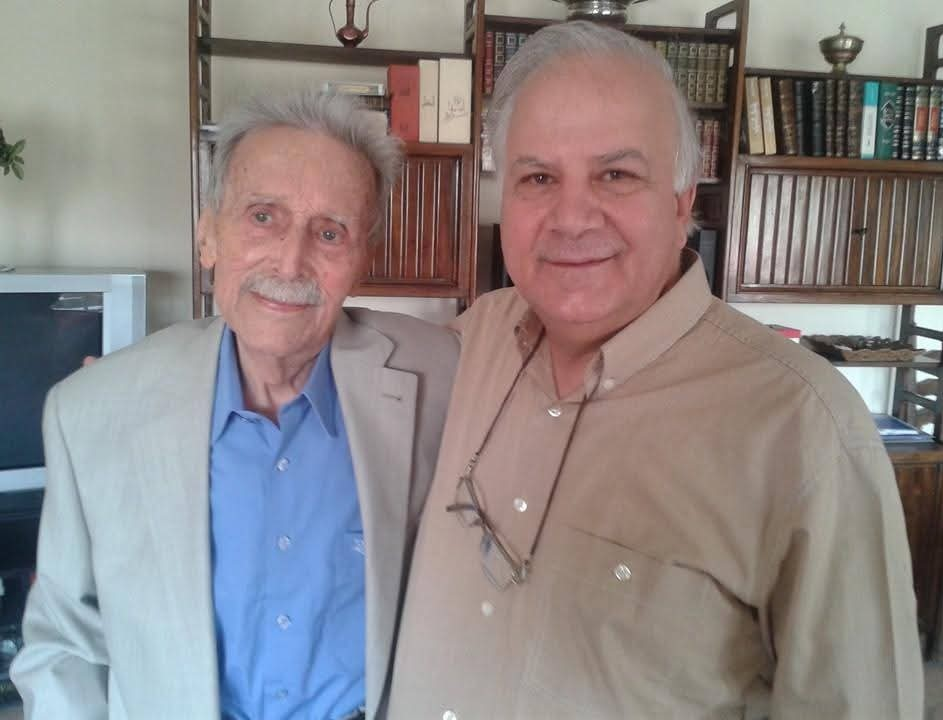
مع الفنان الإذاعي والتلفزي القدير تيسير السعدي، في 29 مايو 2014.
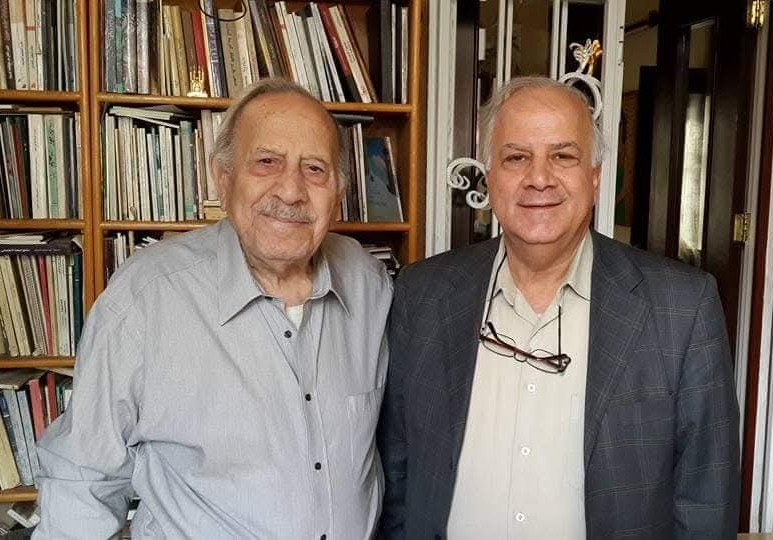
مع المؤرِّخ السوري الفنان عفيف البَهْنَسي المدير العام للآثار والمتاحف، عام  2015.
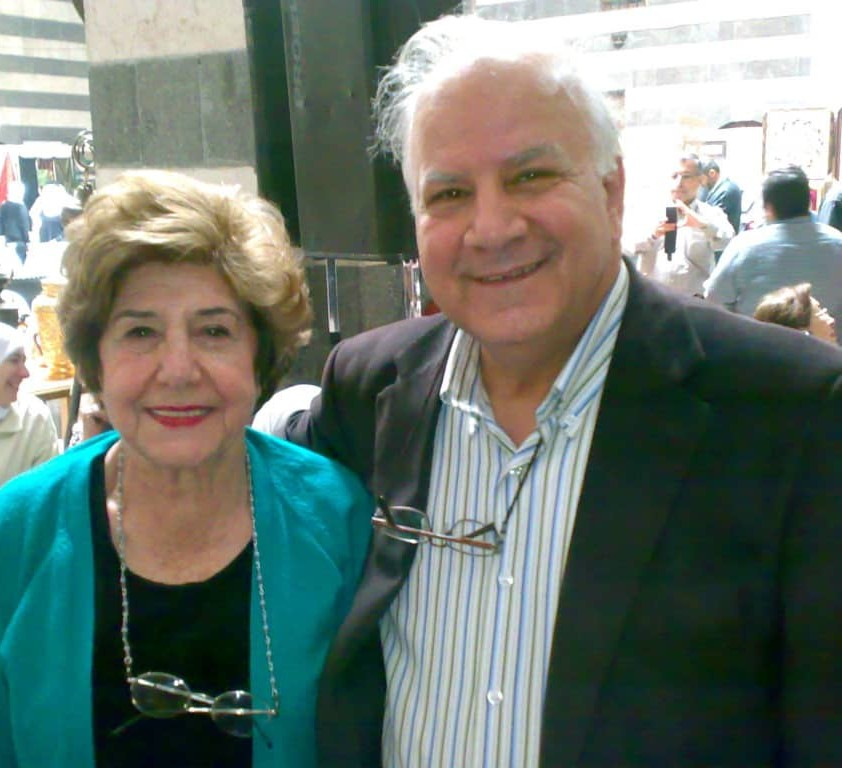
مع أوَّل ملحِّنة وموسيقية سوريَّة الفنانة إلهام أبو السعود في خان أسعد باشا، عام 2016.
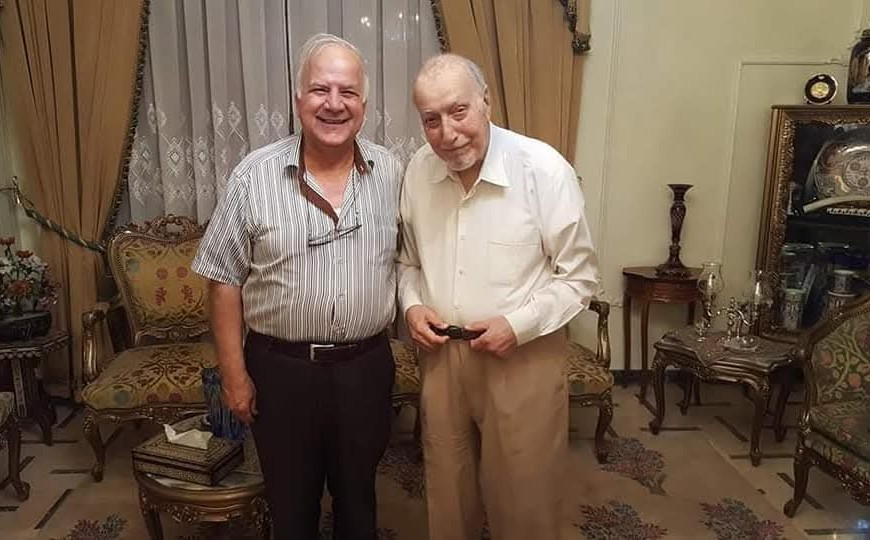
مع الطبيب الأديب الدكتور إبراهيم حقِّي في بيته، عام  2016.
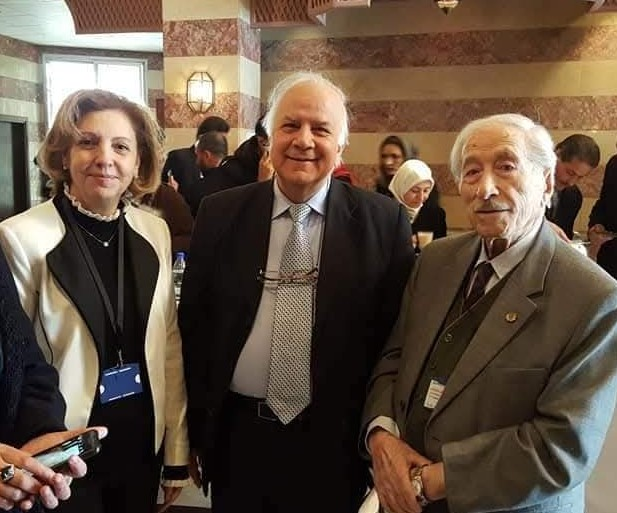
في مؤتمر مَجمَع اللغة العربية بدمشق، مع الطبيب الدكتور مروان المحاسني رئيس المجمع، والأديبة لبانة مشوح وزيرة الثقافة، عام 2019.

## الملاحظات
1. ↑  ذكر محمد شريف الصواف في "موسوعة الأسر الدمشقية" 2/ 352: أنه الملحق الثقافي في السِّفارة السورية في إيران. وهو خطأ!

## وصلات خارجية
- أرشيف الشارخ للمجلات الأدبية والثقافية العربية - مقالات غسان كلاس

- ميسلون ويوسف العظمة.. قراءة بيبلوغرافية
- ميسلون 100 عام ونيف – كتاب لغسان الكلاس
- د. غسان الكلاس: أديب الصحافيين وصحافي الأدباء
- غسان الكلاس: عاشق دمشق وتراثها.. رحلة في فكر وأدب مبدع
- الباحث غسان كلاس: علينا توظيف تراثنا في خدمة تأهيل الأجيال